# 한용운
한용운(韓龍雲, 1879년 8월 29일 (음력 7월 12일) ~ 1944년 6월 29일)은 일제강점기의 시인, 승려, 독립운동가이다. 본관은 청주. 호는 만해(萬海)이다. 불교를 통한 언론, 교육 활동을 하였다. 종래의 무능한 불교를 개혁하고 불교의 현실참여를 주장하였으며, 그것에 대한 대안점으로 불교사회개혁론을 주장했다. 3·1 만세 운동 당시 민족대표 33인의 한사람이며 광복 1년을 앞둔 1944년 6월 29일에 중풍병사(입적)하였다. 독립선언서의 "공약 3장"을 추가보완하였고 옥중에서 '조선 독립의 서'(朝鮮獨立之書)를 지어 독립과 자유를 주장하였다.
1910년 일본이 주장하는 한일불교동맹을 반대철폐하고 이회영, 박은식, 김동삼 등의 독립지사(志士)들을 만나 독립운동을 협의하였다. 1918년 11월부터는 불교 최초의 잡지인 《유심》을 발행하였고 1919년 3.1 만세 운동 당시 독립선언을 하여 체포당한 뒤 3년간 서대문 형무소에서 복역하다 풀려났다. 1920년대에는 대처승 운동을 주도하여 중에게도 결혼할 권리를 달라고 호소하기도 하였다. 1926년 시집 《님의 침묵》을 출판하여 저항문학에 앞장섰고, 불교를 통한 청년운동, 언론활동에 참여하였다. 1927년 2월부터는 신간회에 참여하여 중앙집행위원과 이듬해 신간회 경성지부장을 지냈다.
1918년 《유심》에 시를 발표하였고, 1926년〈님의 침묵〉등의 시를 발표하였다. 님의 침묵에서는 기존의 시와, 시조의 형식을 깬 산문시 형태로 시를 썼다. 소설가로도 활동하여 1930년대부터는 장편소설《흑풍》(黑風),《후회》,《박명》(薄命), 단편소설《죽음》등을 비롯한 몇편의 장편, 단편 소설들을 발표하였다. 1931년 김법린 등과 청년승려비밀결사체인 만당(卍黨)을 조직하고 당수가 되었으나 1937년 불교관계 항일단체를 적발하는 과정에서 만당사건(卍黨事件)의 배후로 체포되었다가 풀려났다. 저서로는 시집 《님의 침묵》을 비롯하여 《조선불교유신론》,《불교대전》,《십현담주해》,《불교와 고려제왕》 등이 있다.
친일로 변절한 최남선에 관하여서는 1937년 자신에게 최남선을 언급한 김홍규에게는 "아직도 최남선이 살아 있소?"라고 하는가 하면, 최남선이 탑골공원에서 인사를 하자, 처음에는 알은체도 하지 않다가 최남선이 자신을 못 알아보겠냐면서 계속 이름을 말하자 "내가 아는 육당은 이미 죽었소."라면서 차갑게 대했다.

## 생애

#### 유년기
조선전기 한명회 동생으로 전구서승(典廏署丞)을 지낸 서원군 한명진(韓命溍)의 이양공파 20대손이다. 한응준의 차남으로 태어났고, 그의 형은 한윤경(1860년~1929년)이다. 자필이력서와 승적부의 출생지는 충청남도 홍주군 주북면 옥동(玉洞)이다. 3.1운동 후 재판 때 고향을 홍성의 '남문리'라고 답변하였다. 현재 출생지로 알려진 충청남도 홍성군 결성면 성곡리 491번지는 그의 아들인 한보국의 제적등본에 따른 기록이다.
부친 한응준(韓應俊 ?~1895)은 양반 사대부 가문 출신으로 고종 22년(1885년) 종4품 선략장군 행충무위부사용자의 교지를 받았고, 또다른 차정첩(差定捷)에 의하면, 종5품충훈부 도사(都事)의 관직을 수행하였다. 고종 31년(1894년) 갑오동학농민운동이 일어나자 전령(傳令)을 받고 호연초토사 이승우(홍주목사)의 참모관으로 활약하여 홍주성에서 동학군을 물리치는데 일조를 하였다. 홍양기사에 의하면 반년동안 풍찬노숙의 괴로움을 겪다가 1985년 3월 15일 사망한 것으로 보인다(한윤경의 제적등본기록).
유년시대에 관해서는 본인의 술회도 없고 측근에게도 잘 알려지지 않고 있다. 이름은 유천(維天)으로 불리었고 본적명은 정옥(貞玉)이다. 6세부터 한학을 배웠으며 9세에 문리를 통달하여 신도이라 칭송이 자자하였다.

#### 소년 시절
16살 되던 해인 1894년부터 홍성읍내 서당에서 아이들을 가르쳤다고 전한다. 그 해에 음력1월부터 12월까지 갑오농민운동이 일어났고, 7월 25일에 청일전쟁이 발발하였다. 그의 부친 한응준은 홍주성에서 관군의 참모관으로 활약하며 동학농민군 방어에 성공하였으나 이듬해 병고로 사망하였다. 회고록에 의하면 18세인 1896년 처음으로 고향을 떠나 서울로 향하였다가 설악산 오세암에 입산하여 불교와 인연을 맺게 되었다.
그의 아들 한보국의 제적등본에 의하면, 부친의 3년상을 치른 후에 20살이 되던 해인 1898년 2월 10일 전정숙과 결혼하였다. 1904년 12월 21일 전정숙에게서 아들 한보국(1904년~1977년)을 얻었으나 그는 이미 강원도 백담사에서 출가를 하였다. 후일 한보국이 부친인 그를 보러 왔을 때 그는 외면하였다고 한다.

#### 방랑 생활

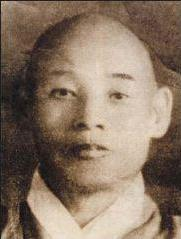
청년기의 만해

건양 1년인 1896년에 그는 설악산 오세암에 들어갔다. 후일 그는 '나는 왜 중이 되었나'라는 그 자신의 술회에 간략하에 언급하기를 세상에 대한 관심과 생활의 방편으로 집을 떠나 오세암에 입산하여 처음에는 머슴으로 일하다가, 출가하여 승려가 되었다고 한다. 출가의 원인은 정확하게 알려져 있지 않으나, 당시 고향 홍성군 홍주에서도 동학농민운동과 의병운동이 전개된 것으로 미루어 역사적 격변기의 상황에 영향을 받은 것으로 추정된다.
오세암에 머무르면서 그는 불교의 기초지식을 섭렵하면서 선(禪)을 닦았다. 불교에 입문한 뒤로는 주로 교학적 관심(敎學的關心)을 가지고 대장경을 열람하였다.

### 대한제국(1897년~1910년)  활동

#### 출가와 문학

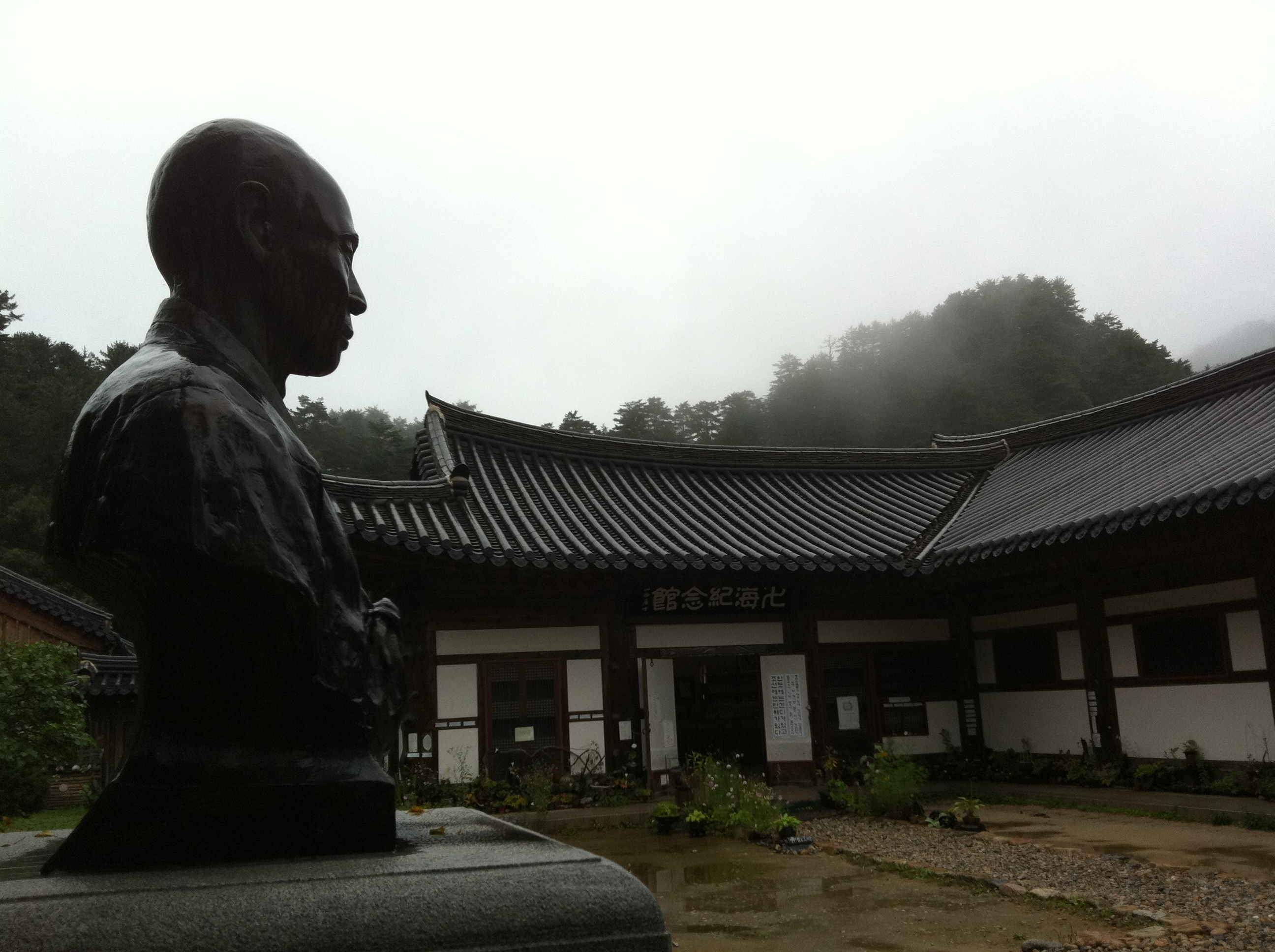
백담사 경내의 만해기념관

1905년 1월 26일 강원도 백담사에 가서 김연곡(金蓮谷)을 은사로 하여 정식으로 출가, 김연곡에게 득도한 다음 전영제(全泳濟)에게 계(戒)를 받아 승려가 되었고, 만화(萬化)에게서 법을 받았다. 계명은 봉완(奉玩)이며 법호는 용운(龍雲)이며, 후에 필명 및 아호는 만해(萬海·卍海)라 하였다. 이후 수년 간 불교활동에 전념했다. 이즈음에 불교 관련 서적뿐만 아니라 량치차오의〈음빙실문집 飮氷室文集〉등을 접하면서 근대사상을 다양하게 수용하였다.  1905년 11월 17일 덕수궁 중명전에서 을사늑약(제2차 한일협약)이 체결되어 대한제국의 외교권이 박탈되는 등 명목상 보호국이나 사실상 일제의 식민지로 전락하였다.
이 때를 전후해서 [영환지략(瀛環志略)-서계여 저술], [음빙실문집(飮氷室文集)-양계초 저술] 등을 읽고 세계동향을 알기 위해 세계여행을 계획하고 백담사에서 하산하여 러시아 블라디보스톡으로 건너갔으나 밀정으로 인하여 구사일생으로 귀국하였으나, 각처에서 의병 활동으로 어지럽게 되자 함경남도 안변 석왕사를 찾아가 암자에서 참선생활을 하였다.(삼천리 제6호 회고록)
"「영환지략瀛環地略」이라는 책을 통하여 비로소 조선 이외에도 너른 천지 잇는 것을 인식하고 행장을 수습하여 원산을 거처서 서백리아에 이르러 몃 해를 덧업는 방낭생활을 하다가 다시 귀국하여 安邊釋王寺에 파뭇겨 叅憚 生活을 하엿다. 그러다가, 동양문명의 집산은 동경에서 되니 東京으로 갈 차로 이듬해 봄에 처음으로 서울에 발을 드려노앗다."<삼천리 제5권 제9호 처음 서울 오든 때-회고록>
1908년 명진학교(현 동국대학교) 보조과(일어과와 측량과) 수학 후 4월에 일본의 시모노세기, 교토, 동경, 닛고 등지를 주유하며 신문물을 시찰하였고, 동경 조동종대학(현 고마자와駒澤大學)의 아사다교수와 교유하여 불교와 서양철학을 수강하였다. 이 때에 유학 중이던 최린(崔麟), 고원훈, 채기두 등과 교류하였고 9월 귀국하였다. 10월 20일 일본의조선 전국 사찰 대표 52인의 한 사람으로 서울 원흥사(元興寺)에서 원종종무원(圓宗宗務院)의 설립에 참여하였다. 12월 10일 서울에 경성명진측량강습소를 개설 소장에 취임하였다. 1909년 초에는 조선불교의 유신을 주장하는 논저《조선불교유신론》을 저술하기 시작하였다(1913년 회동서관 간행).  1910년 한문으로 된 불경을 우리말로 옮기는 일, 즉 불교의 대중화작업에 주력하였다.

#### 승려들의 결혼 자유화 주장
1909년 초부터 그는 《조선불교유신론》(朝鮮佛敎維新論)을 집필하였고, 1910년 12월 8일 백담사에서 탈고하였다. 동시에 그는 백담사에서 거의 독학하다시피하며 대장경을 암송하고 한문과 인도어로 된 불교 경전들을 한글로 번역하는 작업을 하였다. 한편 1910년부터 그는 승려의 결혼을 허용해야 한다는 주장을 펼쳤다. 만해는 1910년 3월 승려의 결혼을 공식적으로 허락해 달라는 문건인 [중추원 헌의서]를 청원서 형식으로 대한제국 중추원에 제출하였고, 경술국치(한일합방) 이후 9월에는  조선총독부 통감부에 [승려취처에 관한 건백서]를 테라우치 통감에게 제출하였다. 승려에게 결혼을 금지하라고 부처님이 가르친 것은 아니라는 것이 그의 견해였다.
| “ | 부처님께서는 중생들이 미혹을 떠나 깨달음을 얻고 악을 고쳐 선을 행하도록 바라셨으나, 중생의 끈기가 각기 달라서 부득불 천하에서 정을 제거하고 욕망을 끊어 버린 사실들을 모두 연설하였던 것이니, 각기 좋아하는 것을 좇아 인도하시고자 희망하셨기 때문이었습니다. 그렇다면 부처님의 계율에 있는 금혼은 본디 방편의 하나에 불과한 것일뿐, 불교의 궁극의 경지와는 거리가 먼 것이니 이를 제거한들 어찌 손상됨이 있겠습니까. | ” |
|   | — 건백서 중에서 |   |

대중의 결혼생활, 가장이라는 짐을 이해하지 못하면서 중생들의 마음을 이해한다는 것은 불가능하다는 것이 그의 주장이었다. 그러나 승려의 결혼을 허가해 달라는 그의 주장은 그대로 묵살당한다.
한일합방 직후 총독부가 조선인을 차별대우하고 일본인을 우대하자 그는 불만을 드러냈다. 만해의 상좌였던 춘성스님에 의하면 만해는 평소 조선총독부의 조선인 차별 정책에 대해 "왜놈의 머슴살이 같으니라구!"라며 불만을 토로하였다 한다.

### 일제강점기 활동

#### 불교 사회 혁신 운동
1910년  8월 29일에 한일 합방 조약이 체결된 이후로, 원종의 이회광이 일본과 맺은 한일불교동맹조약인 [조동종맹약]을 분쇄하기 위해 12월 광주 증심사로 내려갔다. 1911년 1월 석전 박한영, 진진웅, 김종래, 장금봉 등과 순천 송광사, 동래 범어사에서 승려궐기대회를 개최하여 일본의 조동종(曹洞宗)과 한국불교의 통합을 꾀한 이회광 등의 친일적인 불교행위를 규탄, 저지하였다. 송광사에 임제종 종무소를 설치하였고 [조선임제종 종무원] 관장에 취임하였다. 11월 서울에서 임제종 중앙포교당(조선선종포교당) 건립을 착수하였다. 그 해 6월 3일 일제가 한국불교를 억압하고 민족정신을 말살하기 위해 제정·공포한 법령인 [사찰령]이 공포되었고, 한국불교교단은 삼십본산연합사무소에 귀속되었다. 일제의 사찰령에 맞서 한국불교의 전통을 계승하려는 노력으로  1912년 4월 10일 중앙포교당이 준공되자 5월 26일 한용운, 백용성, 이화능 등 중앙포교당을 개설하였다.  6월 21일에 경서부 관청에 소환된 이후 이회광의 원종은 [조선불교선교양종]으로, 임제종은 [조선선종중앙포교당]으로 개칭되었다.
1912년 9월 10일부터 10월 8일까지 만주 동북삼성(東北三省)을 방문하여 독립군의 훈련장을 순방하면서 그들에게 독립정신과 민족혼을 심어주는 일에 전력하던 중에 통화현 굴라재에서 일진회 첩자로 오해를 받아 목에 총을 맞고 마취없이 총알을 제거하는 수술을 받은 후 귀국하여 동래부 범어사로 내려갔다. 1913년 2~3월에 조선불교월보 13호, 14호에 조선불교유신론 9장 ‘승려의 단결’편을 간행전 기고했다. 필명을 만해생(萬海生)으로 문헌상 처음으로 만해라는 아호를 사용하였다. 5월 25일에 [조선불교유신론]을 회동서관에서 출판하였다.
1914년 4월 서울에 유학 온 불교 '고등강숙' 학생들이 불교를 발전시키려는 목적으로 설립한 단체인 조선불교강구회(朝鮮佛敎講究會) 총재에 취임하였다.
경전을 대중화하기 위해 [불교대전]을 편찬할 계획으로 양산 통도사에 보관된 고려대장경을 열람하였고, 4월 30일 범어사에서《불교대전 (佛敎大典)》을 간행하였다. 대승불교의 반야사상(般若思想)에 입각하여 종래의 무능한 불교를 개혁하고 불교계의 각성과 현실참여를 주장하였다.
8월에 조선불교회 회장에 취임하였다. 불교의 문제점을 해결하고 불교유신을 직접 수행하고자, 30본산 주지들을 배제하고, 승려와 신도를 융합한 통일기관을 창립하였다. 그러자 30본산 주지들의 반발로  [불교동맹회]로 개칭하여(매일신보8.22. 동소문밖 청수동 근처 청암사에 모여 협의), 서울 낙원동에 본부를 두겠다고 경성북부경찰서에 9월10일경 신고했으나, 30본산 주지의 권한을 벗어났다며 등록 거부 당하였다, “고등강숙”의 학생들이 만해를 따르자, 이회광은 공문을 보내 상경을 막으려다 결국 학교를 폐쇄시켰다.
1915년 6월 20일 청나라 승려 내림(來琳)의 증보본에 의거하여 정선강의 《채근담》 국한문 혼용체 주해본을 저술하였다. 10월에 조선선종 중앙포교당 포교사에 취임하여 계몽활동, 근대화 필용성, 민족의식을 고취하였다. 1915년 개교한 중앙학림 학생들이 만해를 따랐다. 불교강구회, 각황사 등에서 강연하였다.

#### 불교포교 대중화와 선교진흥론

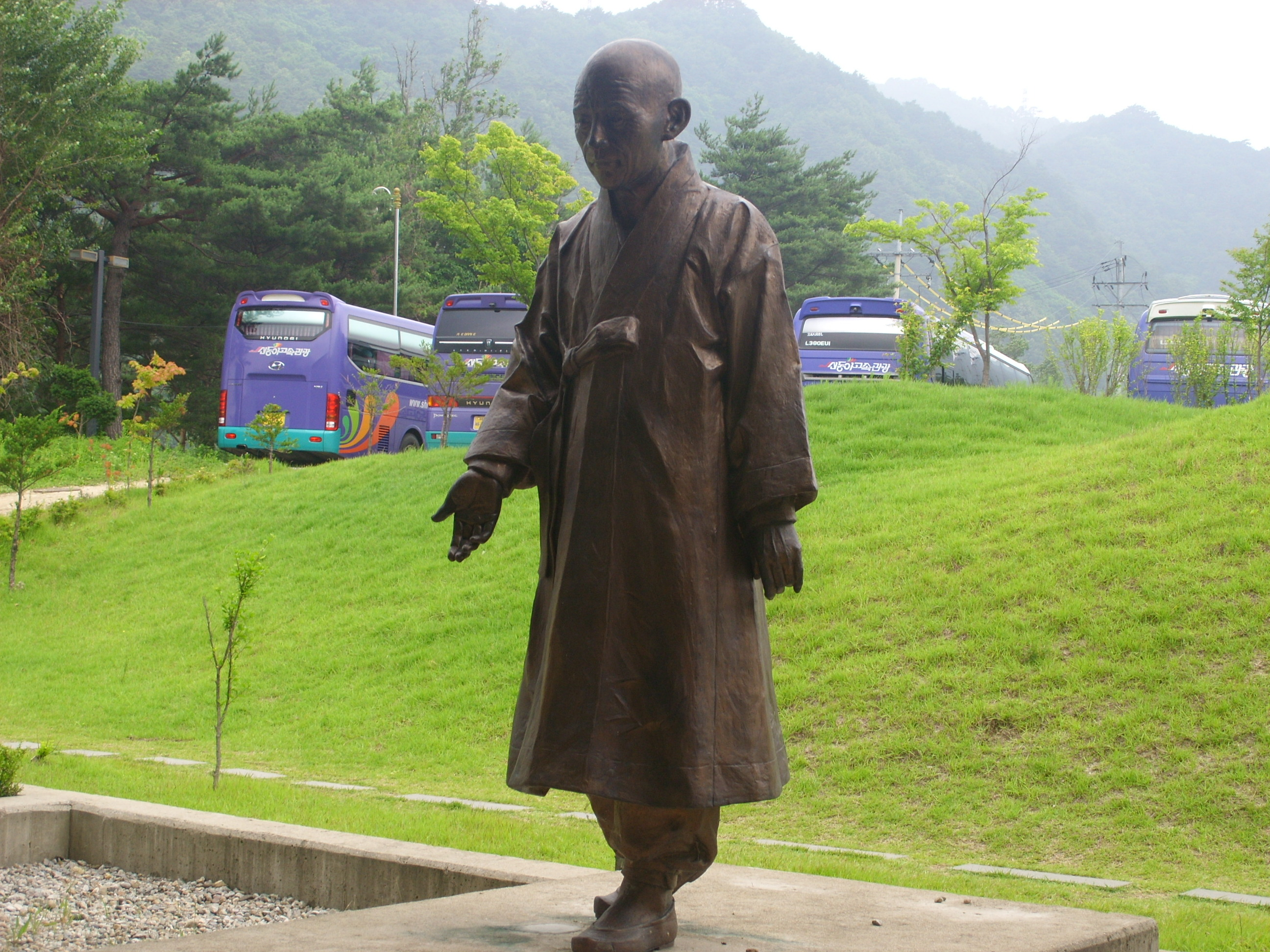
한용운의 동상

1914년에는 불교 포교의 보편화 대중화를 선언하고 조선불교청년동맹(朝鮮佛敎靑年同盟)을 결성하였다. 조선불교청년동맹의 강령을 손수 지었는데 이를 보면, 첫째로 정교분리(政敎分離), 둘째로는 여러 불교 종단의 통일 또는 연합, 셋째 불교와 사찰의 사회적 진출의 필요 등을 제시하였다. 이는 대중불교의 확산을 위하여 그 출발점을 청년 운동으로 삼아야 한다는 그의 실천행이었다. 그는 불교 포교가 보편화되려면 일단 청년들에게 침투해야 함을 역설하였다. 천주교와 개신교의 선교 활동, 동학의 포교 확산, 사이비 종교 등의 확산에 긴장한 그는 불교 역시 대중에게 침투하여야 함을 역설하고 불교가 중생의 곁에 가장 쉽게 다가갈 수 있는 방법으로 청소년과 청년층을 공략하는 것을 들었다. 그는 불교의 보편화 운동의 실천을 위하여 '승려에서 대중에로', '산간에서 길가로' 등을 내걸었다.
또한 불교 포교의 대중화를 위해서는 교단, 종단간의 갈등을 줄이고 협력하자는 주장을 펼쳤다. 이는 선교진흥론(禪敎振興論)으로 발표되었다. 그에 의하면 불교의 진흥을 위한 필수불가결의 요건은 수행 이상을 확립하는 일이라 하였다. 이에 한용운은 지금까지 조선의 불교는 오교구산과 선교양종이니 해서, 마치 교의(敎義)와 종지(宗旨)가 다른 것처럼 잘못 인식되어 왔다. 선과 교의 본질은 하나이다. 왜냐하면, 선이란 불교의 마음이며, 교란 불교의 언어이기 때문이다. 따라서, 이 양자는 서로 배치되는 개념이 아니며, 양자의 이론적 합일과 연대의 실천이 불교 진흥, 포교 확산의 관건이라고 주장하였다. 동시에 한용운은 선원(禪院)이나 강원(講院)의 지도 이념이나 이론, 실수(實修) 등에 있어 외전(外典)도 첨가해야 한다, 그리고 속된 것을 전적으로 배격하지 말 것을 호소하였다. 그는 선교일치를 주장해온 조선 불교의 일승정신(一乘精神)이 새로운 시대의 좌표가 되어야 한다고 역설하였다.
또한 해외포교에도 지대한 관심을 기울여서 미국, 중국 등지에 해외법당을 세워야 한다고 역설하였다. 그러나 중국은 조선보다 먼저 불교를 받아들인 곳이고 미국인들은 대다수가 개신교나 천주교 신자처럼 인식하던 당대의 승려들과 불자들은 그의 해외 포교 주장을 실현 불가능한 이상으로 취급했다.

#### 불교 경전의 한글화
만해는 1910년부터 대장경과 화엄경 등을 비롯한 불교 경전의 내용을 한글로 번역하여 소개하였다. 1930년대 이후에도 그는 불교 경전의 한글화를 주장했다. 경전의 내용이 한문이나 산스크리트어로서 일반 중생이 읽기에는 너무 힘들다, 어렵다는 것이 그의 견해였다. 그가 가장 심혈을 기울인 부분은 대장경의 한글 번역이다. 현대포교의 요체는 문서에 의한 홍포였다.
그는 아무리 좋은 말씀도 이해를 하지 못하면 무용지물이라 주장하였다. 불교 경전의 대부분이 한문으로 되어 있어서 일반인이나 문맹률이 높던 당시에는 일반적으로 읽고 이해하기가 어렵다. 따라서, 방대한 대장경을 쉽게 옮기는 일이 중요하다고 보았다. 그는 불교의 교리와 활동, 고승 등에 대한 내용을 한글로 표현했으며 《불교대전》에는 대장경 등의 내용을 한글로 해석하였는데 이는 바로 그와 같은 시도의 결정이다. 대장경의 요지를 발췌하여 대의를 옮겨 적은 불교대전은 20세기 한국 불교이론서와 《불교성전》들의 효시가 되었다. 그밖에도 그는 불교학 진흥과 포교의 활성화를 위하여서는 각종 금석문(金石文)이나 사장된 자료들이 일반에 소개되어야 한다고 주장하였다.

#### 잡지 발행
1918년 9월 1일  제자 춘성 등과 함께 월간 불교잡지《유심 (惟心)》을 창간하여 12월까지 3권을 발행하고 중단되었으나, 이 잡지를 통해 불교 논설만이 아니라 계몽적 성격을 띤 글을 발표했고, 또 신체시를 탈피한 신시〈심 (心)〉을 발표하여 문학에 대한 관심을 보였다. 그는 당시 조선불교의 침체와 낙후성과 은둔주의를 대담하고 통렬하게 분석과 비판을 한 저서 조선불교유신론을 발표하여 사상계에 큰 충격을 주었다.
월간 유심지에서 그는 시 '심 (心)'과 수필 고학생, 남모르는 아이들을 발표하는 등 불교의 보편화와 친숙화를 꾀한다. 불교의 홍보, 포교와 함께 계몽, 자각, 자유정신, 민족정신을 고취하는 논설들을 다수 실은 월간지 유심은 뒷날 그가 관계한《불교》잡지와 함께 가장 괄목할만한 문화사업의 하나가 되었다.

#### 3.1 만세 운동과 투옥

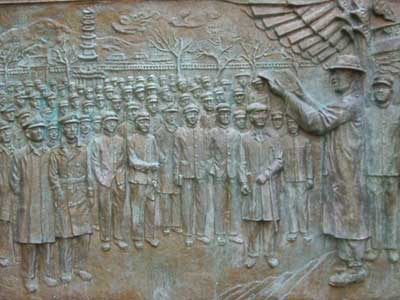
서울 탑골 공원에 위치한 3·1 운동 서판

1920년 7월 2일자 동아일보에 실린 기사. 3.1 운동에 참가한 민족대표 48인 공판에 관한 기사, 다섯째 줄 왼쪽에서 두 번째가 한용운

1918년 12월에 발표한 우드로 윌슨의 민족자결주의에 감동하여 1919년 1월부터는 전국적인 만세 운동 준비에 참여하고, 백용성 등과 함께 불교 지도자들을 소집하여 손병희 등 천도교 지도자들과 이상재 등 일부 기독교 지도자들과 회합하였다. 그는 독립선언문의 내용을 둘러싸고 최남선과 의견충돌을 하였다. 내용이 좀더 과감하고 현실적이어야 하겠다고 생각하였으나, 최남선 등은 만해의 주장이 급진적이고 과격하다며 반대했고 결국 만해가 제시한 조건들 중 마지막의 행동강령인 공약 제3조 '최후의 일인까지 쾌히 우리의 의사를 발표하자' 만이 수용, 독립선언서에 수록되었다.
1919년 3·1 운동 때 민족대표 33인의 한 사람으로 참여했고, 독립선언서에 서명하였으며 일설에는 용성 선사의 도장도 그가 찍었다 한다. 경성 탑골공원에서 독립 선언서 낭독과 만세 운동에 가담했다가  조선총독부 경찰에 체포되었다. 민족대표자들은 평화 시위를 기획하였는데 시위는 격화되었고, 민족대표자들은 자수를 결심한다.  이종일의 회고에 의하면 "수감중 만해는 일제의 고문 및 위협에 벌벌 떠는 나약한 민족대표들에게 인분을 퍼부었다."고 한다.
그는 만세운동을 진행하던 중 탑골공원에서 총독부 경무국 순사들에 의해 체포되었다. 이어 피신한 다른 민족대표자들이 자수함으로써 바로 서대문형무소로 넘겨지고 경성지방법원에서 징역 3년형을 받고 복역하였다.

#### 수감과 석방
한편 체포된 만해는 동대문 시장에 투옥되어 복역하며 재판을 받았다. 이때 옥중에서 변호사는 물론 사식과 보석을 거부할 것을 결의하고 수감생활을 한다. 그리고 옥중에서 '조선독립의 서'를 집필하다가 발각되어 결국 원본을 형사에게 제출했다. 그러나 만해는 한편으로 '조선독립의 서'를 일본인 서울지방법원 검사에게 제출하기 이전에 일부를 휴지에 작은 글씨로 옮겨 적었다. 그리고 그것을 접어 형무소 밖으로 나가는 의복의 갈피에 집어넣었다. 이렇게 외부로 나온 그 선언서는 상해까지 전달되었다. 인간의 권리와 자유와 평등에 대한 길을 가로막는 어떠한 형태의 무력, 군사력, 압제 정치는 결국 스스로의 덫에 걸려 스스로 패망하게 되리라는 내용이었다. 옥중에서 작성한 '조선독립의 서'는 종이를 노끈처럼 말아 유일하게 그의 옥바라지를 하던 춘성 스님을 통해 상하이로 보내져 대한민국 임시정부의 기관지인 독립신문 1919년 11월 4일의 기사 부록에 '조선독립에 대한 감상의 대요'라는 제목으로 발표, 보도되었다.
1921년 12월 22일 3.1독립운동 민족대표자 최린, 함태영, 오세창, 권동진, 이종일 등과 함께 가출옥되자 많은 면회객이 찾아왔다. 그런데 그가 인사를 하는 것을 보고 면회객들은 이상하게 여겼다. 이에 만해는 자신을 마중하러 나온 인사들에게 "너희들은 이런 출옥의 인사를 할 줄은 알고, 인사를 받을 줄은 몰랐더냐?" 하고 대성질타하였다.
출옥 후에는 언론에 칼럼을 발표하는 동시에 1922년부터 1923년까지 민립대학 설립운동과 물산장려운동 등의 민족운동에도 참여했다. 이 기간 중 그는 김성수, 조만식, 안재홍, 이광수, 방응모 등을 만나 인맥을 쌓기도 했다. 글 못지않게 연설가로서도 남다른 능력을 지니고 있던 그는 1922년 5월 전조선학생대회 주최로 독립사상을 고취하는 강연회가 개최되자 3인의 종교 지도자의 한 사람이자 연사의 1인으로 초빙되었다. 대회가 열린 날 두 번째 연사로 나선 만해가 강연하자 청중이 열광하여 결국 다음 사람이 강연을 포기하는 사태가 벌어지기도 했다. 1922년 9월 잡지《개벽》에 옥중시 '무궁화 심으라'를 발표하였다.

#### 사회 단체 활동과 님의 침묵
1922년 출옥 후에도 일본경찰의 감시 아래에서 강연 등 여러 방법으로 조국독립의 열변을 토하였다. 1920년대에 부인이 있는 대처승이 속인들에게 사이비 중이라고 모욕을 당하는 것을 보고 대처승 운동을 주도하여 중에게도 결혼할 자격을 달라고 호소하기도 했다. 1924년부터 조선일보와 동아일보의 논설위원을 겸하며 계몽, 사회 참여를 촉구, 교육의 필요성을 역설하는 칼럼을 송고하였다.
1923년 1월 동아일보에 논설 '조선 급(及) 조선인의 번민(煩悶)'을 발표한다. 1924년 1월 6일 조선불교청년회 초대 총재에 취임하며 청년조직을 항일운동에 걸맞게 바뀌었다.
1926년 시집 《님의 침묵》을 출판하여 저항문학에 앞장섰다. 5월15일 <십현담주해>를 법보회에서 발행, 5월 20일 <님의 침묵>을 회동서관에서 발행하였다.
님은 갔습니다 아아 사랑하는 나의님은 갔습니다

푸른산빛을 깨치고 단풍나무 숲을 향하여 나 있는 작은길을 걸어서  차마 떨치고 갔습니다

황금(黃金)의꽃가티 굿고빗나든 옛 맹서(盟誓)는 차듸찬띠끌이되야서 한숨의 (미풍)微風에 나러갓슴니다

날카로은 첫 키스의 추억(追憶)은 나의 운명(運命)의 지침(指針)을 돌너노코 뒷거름처서 사러젓슴니다

나는 향긔로은 님의말소리에 귀먹고 꽃다은 님의얼골에 눈멀었슴니다

사랑도 사람의일이라 맛날때에 미리 떠날것을 염녀하고경계하지 아니한것은아니지만

리별은 뜻밧긔일이되고 놀난가슴은 새로은 슬븜에 터짐니다

그러나 리별을 쓸데없는 눈물의 원천(源泉)을만들고 마는것은 스스로 사랑을깨치는것인줄

아는까닭에 것잡을수업는 슬븜의 힘을 옴겨서 새 희망(希望)의 정수박이에 드러부엇슴니다

우리는 맛날때에 떠날것을염녀하는 것과가티 떠날때에 다시맛날것을 믿슴니다

아아 님은갓지마는 나는 님을보내지 아니하얏슴니다

제곡조를못이기는 사랑의노래는 님의沈默을 휩싸고돔니다

님의 침묵에서 그는 한글 표준어를 쓰지 않고 충청도 방언과 토속어가 세련되지 않은 표현으로 다양하게 사용되고 있다. 이러한 향토적 정감의 방언 및 토속어 애용과 서민적인 시어의 활용은 님의 침묵에 민중정신을 반영한 것으로 보인다. 1925년부터 백담사에서 집필하여 1926년 경성 안동서관에서 발행한《님의 침묵》은 당시 자유주의적, 남녀간의 연애를 위주로 하던 한국문단의 영향을 받지 않고 생산되었음에도 불구하고 민족의 현실과 이상, 그리고 그것을 실현하기 위해 요구되는 주체적 자세에 대해 노래했으며, 더욱이 그것을 풍부한 시적 이미지로 아름답게 형상화해 수준 높은 민족문학의 경지를 보여주었다. 그러나 그는 조선의 독립, 혹은 자연을 '님'으로 표현하여 해석하기에 따라서는 부처로도 해석되고 이별한 연인으로도 해석되는 화법을 구사하여 총독부 학무국의 검열 탄압을 피하였다.

#### 신간회 창설에 참여
1927년 1월 19일 신간회 발기인으로 참여하였고, 이인, 김병로, 허헌, 조병옥, 허정숙 등과 함께 종교, 사회단체를 망라한 사회단체 신간회의 결성에 불교계 대표자의 한사람 겸 경성부 서부 지역 대표자의 한 사람으로 적극 참여하여 중앙집행위원의 한 사람이 되었다. 신간회 조직을 결성하는 주도적으로 참여한 그는 1928년 다시 신간회 중앙집행위원의 한사람에 선출되고 신간회 경성지회 회장(京城支會會長)에 피선되어 허정숙 등과 신간회 경성지회에서 활동하였다.
1927년 12월 조선불교청년회(朝鮮佛敎靑年會)의 체제를 개편하여 조선불교청년동맹(朝鮮佛敎靑年同盟)으로 개칭, 불교를 통한 청년운동을 강화하였다.
한편 1929년 3월 6일 그의 속가 형 한윤경이 사망하였다(70세). 그는 150섬 이상을 수확하던 홍성군의 대지주였다. 한윤경의 아들이자 조카인 한창국은 일찍 죽고 한창국의 후손들은 뿔뿔이 흩어졌다 한다.
1929년 광주항일학생운동이 일어났을 때는 학생 시위를 보고 그것을 민족적·민중적 운동으로 확산시키고자 민중대회를 계획했으나, 조선총독부 밀정에게 발각, 총독부 경무국에 의해 무산되었다.
1930년 5월 김법린, 김상호, 이용조, 최범술 등이 조직한 청년승려비밀결사 만당(卍黨)의 영수로 추대되었다.
1931년 6월 [불교]지를 인수, 불교사 사장으로 취임하여 많은 논설을 발표하였다. 이후 많은 논문과 논설을 발표하여 불교의 대중화와 독립사상 고취에 힘썼다. 특히, 고루한 전통에 안주하는 불교를 통렬히 비판하였으며, 승려의 자질 향상, 불자에게 생계를 의존하지 않기, 기강확립, 생활불교 등을 제창하였다.
또한 주량 조절만 가능하다면 승려들도 음주를 하게 해야 한다고 역설하였다. 1930년 잡지《불교(佛敎)》의 필진이 되었다. 1931년 6월 잡지 《불교》를 인수하여 사장으로 취임했다. 그전까지는 권상로(權相老)가 맡아오던 이 잡지를 인수하여 불교의 홍포에 온 정력을 기울였다. 같은 해 김법린·최범술·김상호 등이 조직한 청년법려비밀결사인 만당(卍黨)의 당수로 추대되었다. 1931년 6월부터 2년 남짓 동안은 친일로 전향한 권상로에게 인수한 《불교》를 발간하는 일에 전념한다. 그러나 경영난으로 1933년 9월 결국 권상로에게 재인계하고 만다.

#### 반일 강연 활동
그는 조선 불교가 일본 불교에 예속되지 않고 독립해야 함을 역설하였다. 한편 한 강연에서 그는 조선총독부나 일본 불교에 아첨하는 일부 승려들을 질타하기로 했다.
그간 "세상에서 제일 더러운 것이 무엇인지 아느냐"고 묻자 아무도 그 물음에 대답하는 사람이 없었다. 그리하여 그는 "세상에서 제일 더러운 것은 똥이올시다. 똥! 그런데 그 똥보다 더 더러운 것이 있습니다. 무엇이겠습니까?"라고 하자 역시 아무도 대답을 하지 못했다. 가난한 불자들의 시신을 염습해본 적이 있는 한 사람은 시체라고 하였다. "내 경험으로는 똥보다 더 더러운 것이 송장 썩는 것이올시다. 똥 옆에서는 식음을 할 수 있어도 송장 썩는 옆에서는 차마 음식이 입에 들어가지 못하기 때문입니다."라는 것이다.
그의 말을 듣고 일부는 좌석을 이탈하려 하였으나 좌중에 압도당해 움직일 수 없었다. 이어 만해는 "시체보다 더 더러운 것이 있으니 그것이 무엇일까?"하고 물었다. 아무도 답을 하지 않자 한용운은 굳은 표정으로 강연대를 주먹으로 내리치며 "그건! 바로 여기 앉아 있는 31본산 주지 네놈들이다!"라고 일갈하고는 즉시 단상에서 내려와 퇴장해버렸다. 반일 혹은 일본 불교에의 흡수를 반대하는 그를 두고 불령선인이라는 지적이 계속되었고 그는 결국 조선총독부 형사들의 감시하에 놓이게 된다.
한편 총독부로부터 생계비와 연구비를 지원받는 조건으로 전향한 육당 최남선이 탑골공원 근처에서 마주쳤을 때 "오랜만이오. 만해."라고 먼저 인사하자 그는 "당신이 누구요?"며 냉정하게 답하였다. 최남선이 "나는 육당이오. 나를 몰라보겠소?"라고 하자 만해는 "뭐, 육당? 그 사람은 내가 장례 지낸 지 오랜 고인이오."라고 말하고는 사라졌다.

### 생애 후반

#### 소설 집필 활동
1931년 53세의 나이에 재혼에 뜻이 있어 동지들의 소개로 13살 연하의 유숙원(1892년~1965년)과 재혼하였다. 유숙원은 결혼하기 전까지 단성사 옆에 위치했던 진성당병원의 간호사로 일하였다.  1933년에 金漁 김벽산(金碧山)스님이 집터를 기증하자, 조선일보사장 방응모, 박광 등 몇 분의 성금으로 절반의 비용을 지원받아 심우장을 짓기 시작하였다. 이때 총독부돌집을 마주보기 싫다고 북향으로 짓도록 하였다는 이야기가 전한다. 다음 해에 딸 영숙(1934년 9월 1일)이 태어났으며, 1935년에 완공되자 입주하여 심우장에서 여생을 보내며 작품활동을 지속하였다.
1935년 장편소설 《흑풍》을 조선일보에 연재하였다.《흑풍》에서는 검열을 피하기 위해  배경을 청나라를 무대로 하고, 억압에 대한 투쟁정신을 묘사하여 조선총독부에 대한 저항성을 은근히 보여주고 여성해방문제에 대한 자신의 견해를 삽입하여 반봉건 정신 및 여성도 인격체라는 견해를 설파하였다. 1936년 단재 신채호의 시신이 비밀리에 입국한 것을 접하고 방응모와 함께 신채호의 묘비건립과 정약용 서세100년기념회 개최에 참여했다. 1936년 《조선중앙일보》에 장편 《후회 後悔》를 연재하였다. 이러한 소설을 쓴 까닭은 원고료로 생활에 보탬을 얻기 위한 까닭도 있지만 그보다도 소설을 통하여 민족운동을 전개하려는 의도가 더 큰 것으로 이해된다. 1937년 불교관계 항일단체인 만당사건(卍黨事件)의 배후자로 검거, 서대문형무소에 재투옥되었다가 석방되었다.
1937년 4월 13일 서간도 독립운동단체의 지도자였던 김동삼이 경성감옥에서 사망하였다. 아무도 그의 시신을 거두거나 수습하려 하지 않았는데 한용운이 홀로 찾아가 통곡하며 시신을 수습하여 심우장에서 장례를 치루었다.

#### 태평양 전쟁 전후
석방 후 불교 혁신과 작품활동을 계속하였고 1938년에는 장편 《박명(薄命)》을 발표하였다. 1938년부터는 중일전쟁, 태평양 전쟁에 반대하여 학도병 거부 운동을 벌였다. 작품으로는 여러 장편 외에 장편소설인 《박명(薄命)》이 있고, 저서로는 시집《님의 침묵》을 비롯하여《조선불교유신론(朝鮮佛敎維新論)》,《십현담주해(十玄談註解)》,《불교대전》,《불교와 고려제왕(高麗諸王)》등이 있다.
그는〈님의 침묵〉 외에도《신인 문학》과《삼천리》에 시 '꿈과 근심', '실제 (實際)',《조광》에 수필 '최후의 5분간', 조선일보에 장편소설 흑풍, 박명, 조선중앙일보에 소설 후회와 중편소설 죽음 등을 발표하였다.
중일전쟁 이후로도 그는 계속 징용이나 보국대 또는 일본군을 찬양하는 글을 쓰지 않으며 강연도 하지 않았다. 또한 강연 협조 등도 거부하였다. 또한 1937년부터 강요된 신사 참배와 일장기 게양을 거부하고, 조선총독부의 일본식 호적에 이름조차 올리지 않았다.
만년에는 경성부 성북동의 심우장을 친히 지어 거처했는데, 심우장은 후일 서울기념물 제7호로 지정되었다. 1939년 경상남도 사천군 다솔사(多率寺)로 내려가 회갑을 맞으면서 몇몇 동지들과 함께 자축연을 가졌다. 다솔사는 당시 민족독립운동을 주도하던 본거지였다.

#### 사망
1940년 5월부터는 창씨개명 반대운동을 하였고 1943년에는 조선인 학병출정 반대운동을 전개했다. 말년에는 방응모, 정인보, 안재홍, 홍명희, 김성수, 만공 등과 교류하며 그들이 보내주는 생활비로 어렵게 생활하였다. 일제의 극심한 탄압 속에서도 굴하지 않고 비타협적인 독립사상을 견지하다가, 성북동 집인 심우장에서 냉방으로 생활하였다.
중풍으로 거동이 불편한 만해의 생계는 그의 친구인 안재홍, 방응모, 김성수, 송진우, 조만식, 최남선, 이광수, 윤치호 등이 십시일반으로 부담해주었다. 말년에 중풍으로 고생하였지만  1944년 6월 28일 조선총독부의 특별 훈련으로 공습경보가 발령되었을 때 혼수상태에 빠졌다. 이후 계속 혼수상태로 있다가 1944년 6월 29일 심우장에서 승랍 49세, 세수 66세로 입적하였다.
그가 사망하였던 1944년은 일본 제국이 패망하기 1년 전이자 광복을 1년 앞두고 있던 때라 그토록 염원하던 조국의 독립은 끝내 생전에 보지 못하였다. 그리고 그가 사망한지 1년 후인 1945년 8월 15일에 제2차 세계대전에 참전한 일본 제국이 패망하게 되면서 대한민국이 광복을 맞이하게 되었다.

## 사후

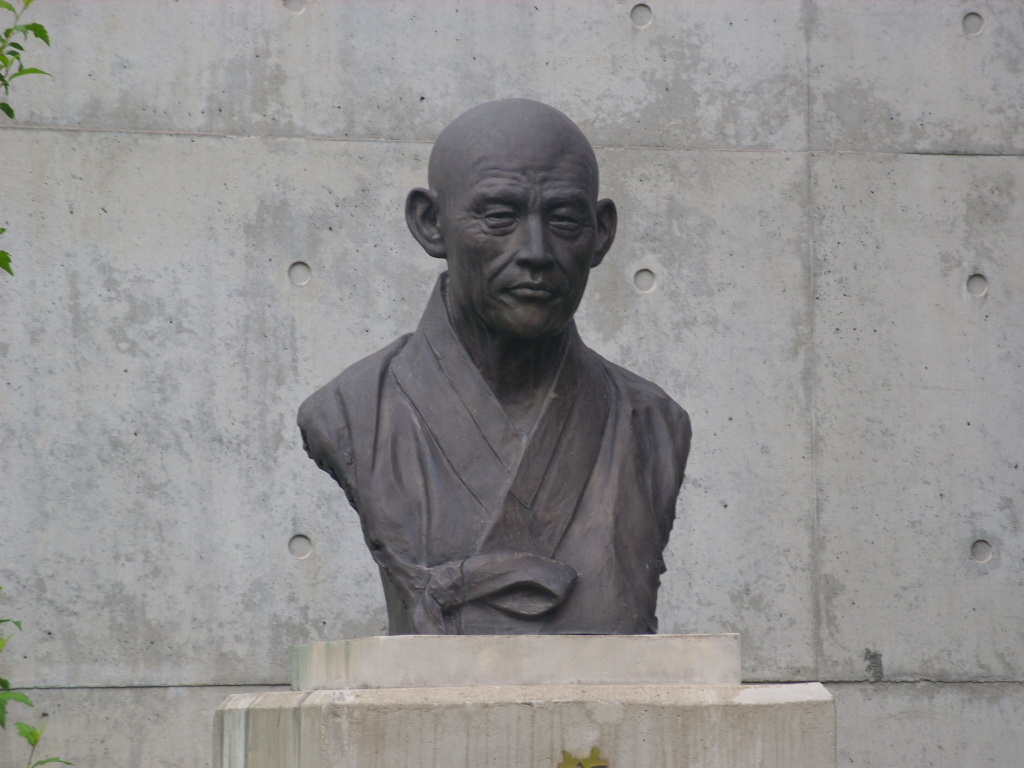
만해의 흉상

- 사망한지 1년 후인 1945년 8월 15일 일본 제국이 제2차 세계대전에서 패망하면서 조선은 광복을 맞이하였다. 그러나 한용운 본인은 1년 전에 고인이 되었기 때문에 그토록 염원하였던 광복의 모습은 보지 못하였다.
- 동지들에 의하여 경기도 양주군 노해면 미아리 사설 화장장에서 다비된 뒤 망우리 공동묘지에 유골이 안치되었다. 후일 그 옆에는 부인 유숙원 여사의 묘소가 오른편에 매장되었다.
- 그는 문학을 전문으로 하지는 않았지만 님에 대한 그리움과 곧은 지조를 표현한 작품들을 통해 해방후에도 인기를 끌게 되었다. 그후 문인, 저항 시인, 대처승, 출가 승려로만 인식되다가 1960년대부터는 그의 독립운동 역사가 학자들에 의해 재조명 받기 시작했다.
- 대한민국 정부는 그의 공헌을 기려 1962년 3월 1일 건국훈장 대한민국장을 추서하였다.
- 1967년 그가 독립 선언서를 낭독하던 탑골공원에는 후에 승려 운허에 의해 《용운당 만해 대선사비》(龍雲堂 萬海 大禪師碑)가 세워졌다.
- 고향인 충청남도 홍성군 홍성읍 남산공원에 동상이 세워졌고 홍성읍내 장터에도 그의 동상이 세워졌다.
- 1973년 신구문화사에서 《만해 전집》6권이 간행되었다.
- 그의 결성면 성곡리 박철동 잠방굴마을 생가지는 1989년 12월 24일 충청남도 기념물 제75호로 지정되었다.
- 1990년에 생가가 복원되고 기념관이 건립되었다.
- 1991년에는 만해의 업적을 기리는 만해학회가 설립되었다.
- 그밖에 만해기념관, 만해사상선양회 등이 세워졌다.
- 강원도 인제군 북면 용대리에는 만해문학박물관이 건립되었다.[9]
- 후에 홍성군 결성면 성곡리 만해 생가지에는 생가복원에 이어 사당을 건립하고 안내판을 설치하였다.

## 작품성
시와 작품에 있어 퇴폐적인 서정성을 배격하였으며 조선의 독립 또는 자연을 부처님에 빗대어 불교적인 '님'으로 형상화했으며, 고도의 은유법을 구사하여 조선총독부나 일제 정치에 저항하는 민족정신과 불교에 의한 중생제도(衆生濟度)를 노래하여 조선총독부 학무국의 검열을 교묘하게 피하였다. 여기에서의 님은 보는 관점에 따라 조선의 독립, 자연, 부처님 혹은 이별한 연인 등으로도 해석이 가능한 어법을 구사하였다.
그는 대표작 님의 침묵을 비롯한 시집, 작품집에서 중심을 이루고 있는 '님'은 연인·조국·부처 등 다의적인 의미를 지니며 그에 따라 '님의 침묵'이라는 표현은 당시의 민족적 상황을 은유적으로 상징하였다. 또한 세속적인 정감의 진솔성이 불러일으키는 인간적 설득력과 함께 세속적인 사랑을 표출하면서도 세속사의 진부함에 떨어지지 않으며 목소리 높여 민중정신을 강조하지도 않는다는 작품평도 있다.
그는 당시 상황을 시적 주체인 '나'가 님과 이별하여 님이 부재하고 침묵하는 시대로 규정하면서도, 님은 이 자리에는 존재하지 않지만 '나'는 진정으로 님의 존재를 깨닫게 된다는 변증법적인 진리 또는 부처에 대한 믿음, 이별한 연인에 대한 애정을 확신, 재다짐하는 것을 드러내고, 새로이 '나'는 이 자리에는 계시지 않는 님 또는 돌아올 님과 다시 합일될 수 있다는 뜻을 노래한다. 또한 내가 님과 새로이 만나기 위해서 나는 님이 존재하지 않지만 님에 대한 의리와 절개를 지키고 님에 대한 철저한 복종이 요구되는데, 그 절개와 의리, 복종을 통해서 비로소 '님'에 대한 신의도 지키면서 한편으로 '나'는 자유로워진다는 '복종과 자유의 변증법'을 노래한 것은 역사의 필연성의 인식을 통해 진정한 자유를 획득할 수 있다는 결론에 도출한다. 그는 식민지하에 있는 조국의 운명과 독립의 필연성 또는 오지 아니한 극락세계와 다시 만나게 되는 그 날, 그리고 그 날을 위한 실천, 변함없는 믿음을 통해 진정한 깨달음에 도달할 수 있다는 진리를 작품들을 통해 형상화, 승화시켰다.
형식적인 측면에서도 그의 시는 오언절구나 칠언절구, 3.4조 등 당시 조선의 시조, 시의 형식에 얽매이지 않았으며 산문시의 전형이 되었다. 은유와 역설의 자유로운 구사를 보여주며, 정형적인 틀을 완전히 벗어난 산문적 개방 속에서도 내재율이 자연스럽게 드러나는 근대 자유시의 완성에도 크게 기여한 것으로 평가된다.

## 저서
- 《불교대전 (佛敎大典)》(1913년)

2019년 6월 이달의 독립운동가에 선정된 포스트.

- 《조선불교유신론 (朝鮮佛敎維新論)》(1913년)
- 시집 《심》
- 시집 《님의 침묵》
- 《유마힐소설경강의 維摩詰所說經講義》(1933년)
- 《십현담주해 (十玄談註解)》
- 《불교와 고려제왕 (高麗諸王)》
- 《조선독립의 서 (朝鮮獨立之書)》

### 번역서
- 《정선강 채근담》

### 소설
- 《흑풍》(1935년)
- 《후회》(1936년)
- 《박명 (薄命)》(1938년)
- 《죽음》

### 시
- 시 '꿈과 근심'
- '실제 (實際)'
- '나룻배와 행인'
- 님의 침묵
- 수의 비밀
- 사랑하는 까닭

### 수필
- 《최후의 5분간》

## 사상과 신념
그는 모든 중생은 불성을 가지고 있다는 불경의 사상을 인용하여 이를 현대적 자유사상에 연관시켜 생각하였다. 그는 이것이 만인의 평등사상을 설파하였다.

### 불교 사회혁신주의와 보편화
만해의 불교 사상은 흔히 불교사회혁신주의로 요약된다. 그는 조선의 민중이 역사 이래로 지배자들로부터 억압과 수탈을 당해왔음을 인식하고 불교가 민중을 구제하거나, 아니면 현실에서 민중들을 위로해야 하는 것이 당연하다고 주장하였다. 저서인 《조선불교유신론》에서 그는 불교혁신론을 주장, 산사로 들어가 고결한 이상만을 추구하는 점을 비판하고, 한국불교의 침체와 낙후성을 통렬하게 비판하고 개혁을 주장하였다. 그는 불교사상이 자유주의, 평등주의, 구세주의, 진보적 입장에 서야 함을 역설했다.
| “ | 불교는 크고 원만한 가르침이어서 무슨 일이나 금함이 없는 것입니다. 다만 근기가 천박한 중생들을 고려한 까닭에 임시방편으로 설정한 것뿐이건만, 후의 사람들이 이를 몰라, 금언인 양 잘못 만들어서 넋을 잃은 나머지 다시 한걸음도 나아가지 못하는 실정입니다. | ” |
|   | — 헌의서 중에서 |   |

그는 어떠한 진리와 진실을 대중에게 강요하지 않는 불교가 미래의 인류문명에 가장 적합한 교리임에도 불구하고 당시 조선에서는 고결한 이상만을 추구하거나 산에 들어가 낙후성을 면하지 못하고 있음을 비판하였다. 그는 사원운영의 혁신을 주장하는 내용에서 불교의 대중화·민중화라는 기본사상이 도출되어 나온다. 그는 불교의 민중화를 위해 불교 교리와 제도, 불교 재산을 일부 고위층 승려들, 간부 승려들이나 종단이 독식하지 말고 민중화, 사회화해야 한다고 주장했다.
그는 청년불교를 제창하고 젊은이들의 불교 포교 및 불교 부흥을 위해 노력했고 《불교대전》 등 불교경전의 한글 번역작업에 착수했으며, 금강경, 화엄경 등 불교 서적의 한글 번역과 불교 서적의 해석서, 해석 칼럼과 논문 등을 발표하였다. 한편으로 《불교교육 불교한문독본》, 《정선강의 채근담 (精選講義菜根譚)》의 편찬에 참여하고 불교잡지인 《유심》, 《불교》 등의 잡지 간행에 힘쓰며 불교학교와 강연회를 주최하는 등 불교의 대중화, 보편화를 위해 노력했다.

### 대처승 운동
또한 그는 생활불교가 되려면 독신이 아니라 생산적인 부부관계가 되어야 한다고 역설하였다. 승려는 결혼하면 안된다는 것이 편견이라 주장하고, 승려의 취처(聚妻)를 허락할 것 등을 주장했다. 대중의 결혼생활, 가장이라는 짐을 이해하지 못하면서 어떻게 대중의 입장을 이해하겠느냐는 것이다.
| “ | 부처님께서는 중생들이 미혹을 떠나 깨달음을 얻고 악을 고쳐 선을 행하도록 바라셨으나, 중생의 근기가 각기 달라서 부득불 천하에서 정을 제거하고 욕망을 끊어 버린 사실들을 모두 연설하였던 것이니, 각기 좋아하는 것을 좇아 인도하시고자 희망하셨기 때문이었습니다. 그렇다면 부처님의 계율에 있는 금혼은 본디 방편의 하나에 불과한 것일뿐, 불교의 궁극의 경지와는 거리가 먼 것이니 이를 제거한들 어찌 손상됨이 있겠습니까. | ” |
|   | — 건백서 중에서 |   |

그는 승려의 결혼이 불교 교리에 어긋나지 않음을 주장하였고, 원효 등 대처승의 사례를 소개하기도 했다. 결혼의 타당성을 입증하기 위하여 그는 윤리적·생물학적 여러 논거를 제시하였다.
한편 그의 대처승 허용 운동, 승려의 결혼 허가 주장에 대해 불교계에서는 부정적으로 바라봤다. 해방 직후에도 조계종단에서는 만해가 승려의 결혼 자유화를 주장하고, 그 자신도 그것을 실천하였기에 더욱 거북스러운 존재였다. 다만 일부 불교개혁을 추구하였던 운동권 승려의 그룹에서, 불교청년운동을 하는 재가불교청년단체에서 만해를 찾았을 뿐이다.

### 불교 사회 혁신 주의와 도시화
사원운영에 있어서 그는 염불당(念佛堂)의 폐지와 도시에 사찰 건립을 할 것을 주장하였다. 근본교리에 비추어볼 때 우주에 편재(遍在)한 법신불(法身佛)이 신앙의 대상이 되는 것이지, 결코 특정한 신앙대상이 따로 없는 것이라 보았다.
그는 특히 법당은 산사라는 개념에 반대하였다. 사찰은 사람이 사는 곳에 있어야 하는 것이라는 점이 한용운의 지적이었다. 기존의 염불당 등과 교리에 얽매이는 허례적인 의식들을 타파하고 산중에 있는 절이 도시로 나올 것, 도시로 나와서 여러 국민들과 직접 만나고 직접 면담할 것을 주장했다. 그는 승려들도 노동을 할 것을 주장했다. 최소한 사찰 주변에 땅을 마련하여 자기가 먹을 쌀과 곡식은 스스로 만들며 불자들의 시주에만 의존하는 그릇된 사상을 버리라고 촉구했다. 그는 승려들도 사취(詐取)와 동냥질을 그만두고 스스로 생산활동에 참여할 것을 호소했다.
불교사상의 측면에서 중관론(中觀論)에 기초해 소승적인 소극주의나 현세부정적인 불교를 비판하고 중생의 삶에 참여하고 뛰어들라고 촉구했다. 한용운은 곧 중생의 삶과 일상에서 정토를 구하고, 정토로 인도하자고 역설하였다.

#### 불교조직 혁신론
일제강점기 후반 조선총독부의 조선사찰령 발표에 반대하였다. 총독부는 사찰들이 무분별하게 운영된다는 것을 핑계로 조선사찰령의 발표 이후 거의 모든 사원의 운영권이 총독부의 직속 관리하에 들게 되었다. 그래서 그는 통일종단의 조직, 규약, 재정확보 등을 일원화시켜 조선총독부의 관리 감독과 간섭 의도를 무너뜨려야 한다고 보았다. 그에 의하면 현행의 본말사제도(本末寺制度)를 그냥 두되 중앙에 통제기구를 신설하자는 것이었다.
김법린(金法麟) 등을 중심으로 하는 혁신불교파가 세운 불교총무원에서는 이를 그대로 수용하였다. 비록, 당시 승려들의 개혁 의지가 뒷받침되지 못하였기 때문에 반대와 비방에 시달리렸지만 이는 불교행정조직의 좌표를 제시한 것이었다.

### 조선불교 독립 운동
그는 조선 불교가 일본 불교에 편입되는 것을 반대하고 저항하였다. 1910년말 원종(圓宗) 종무원 이회광이 불교확장이란 미명하에 일본에 가서 조선의 원종이 일본 조동종과 완전히 연합, 동맹할 것 등을 협약하고 오자, 1911년 한용운은 석전 박한영, 백용성 등과 이회광 규탄 및 승려궐기대회를 개최해 이회광을 종문난적(宗門亂賊)으로 규정하면서 원종에 대응되는 임제종(臨濟宗)을 창립한 것은 그의 대표적인 불교자주화운동이다.
그의 불교자주화운동은 1931년 결성된 조선불교청년총동맹의 이면단체였던 만당활동 등으로 이어졌다. 그는 조선불교청년총동맹의 긴급한 사명으로서 정교분립(政敎分立)과 불교통일의 촉진, 불교의 사회적 진출을 강조하였다. 한편으로 그는 정교분립을 주장하기도 했는데, 이는 종교를 정부 혹은 체제의 하수인으로 삼으려는 조선총독부 학무국 정책에 반대하는 의미가 담겨 있다.

## 연보
- 1879년 충청남도 홍성군 결성면 성곡리 출생
- 1905년 강원도 인제군 백담사에서 수계
- 1906년 명진학교 입학
- 1908년 명진학교 졸업
- 1908년 조동종대학림에서 연구
- 28세에 설악산 백담사에서 불문에 귀의
- 1911년 박한영 등과 친일불교에 맞서 승려대회 개최
- 1918년 청년계몽운동지 유심지를 창간,주재
- 1919년 3월 1일 (→ 3·1 운동) 불교 대표로 독립 운동에 참가
- 일본 경찰에 체포되어 3년간 감옥살이
- 1924년 불교청년회 회장, 총재
- 1926년 시집 님의 침묵 출판
- 1927년 신간회 중앙위원회 위원
- 1928년 경성지부장
- 1929년 광주학생운동 민중대회 개최
- 조선불교동맹 지도자
- 1931년 만당 당수
- 1931년 월간 불교지를 인수, 2년간 간행
- 1944년 서울에서 중풍으로 사망

## 가족 관계
자녀는 첫 번째 아내 전정숙 사이에서 얻은 아들 한보국과 두 번째 아내 유숙원 사이에서 얻은 딸 한영숙이 있다. 한보국은 고향인 홍성에서 사회주의 운동을 하다가 한국 전쟁 때 월북하였다.14세에 조혼 풍습에 따라 결혼한 전정숙과는 이혼하고 후에 승려 생활 도중인 1931년 53세에 21세 연하의 유숙원과 결혼하여 대처승이 되었다. 월북한 한보국은 슬하에 2남 5녀를 두었으나 아들 1명은 어릴 때 요절하였다. 한보국의 다른 부인은 1960년대 무렵 인천에 거주하던 것으로 알려졌다.
- 아버지 : 한응준(韓應俊, 1856년 ~ 1905년)
- 어머니 : 방숙영(方淑英, 1859년 ~ 1912년)
  - 형 : 한윤경(韓允慶, 1876년 ~ 1929년)
- 배우자 : 전정숙(全貞淑, 1877년 ~ 1950년)
  - 장남 : 한보국(韓報國, 1904년 ~ 1977년)
  - 며느리 : 강창옥(姜昌玉, 1917년 ~ ?)
    - 손녀 : 한명숙(韓明淑, 1936년 ~ )
    - 손녀 : 한명계(韓明界, 1939년 ~ )
    - 손자 : 한명진(韓明進, 1942년 ~ )
    - 손녀 : 한명자(韓明子, 1943년 ~ )
    - 손녀 : 한명세(韓明世, 1947년 ~ )
    - 손녀 : 한명심(韓明心)
- 배우자 : 유숙원(兪淑元1898년 ~ 1965년)
  - 장녀 : 한영숙(韓英淑, 1934년 ~ )

## 평가와 비판
{미완성 문단}
민족독립, 불교유신, 자유문학의 3대 사상가로서 절의의 행적을 남겼다. 강렬한 현실비판 등 현세에서의 실천을 강조한 그의 혁명사상을 가졌다는 평가가 있다. 그가 불교이념에 의한 자유, 평등의 국가사회가 이루어지기를 소망하였다는 평가도 있다. 한편 자유민주주의, 비폭력 무저항주의, 민족자결주의 등에 입각한 소극적, 관념적인 차원에 머물렀다는 시각도 있다.만해 한용운은 대단한 독립운동가다. 스님이면서 독립운동에도 힘썼다. 또 독립 운동을 할 때 같이 했던 동지들이 창씨개명 등 일본이 억지로 권유한 것을 하기라도 하면 차갑게 외면했다.

## 기타
- 승려의 결혼 허용 주장은 1920년대 1930년대 화제가 되어 사회적 이슈거리와 논란이 되었다.
- 친하던 벗 또는 호형호제하던 사이로는 이시영(李始榮), 백용성, 최남선, 최린, 김동삼(金東三), 방응모, 신채호, 김성수, 안재홍, 송진우, 정인보(鄭寅普), 김규식, 박광(朴珖), 홍명희, 만공 송월면(宋月面), 이광수, 김일엽, 최범술(崔凡述) 등이 있었다.
- 그의 제자 중에는 춘성도 있었다. 춘성 역시 일제강점기의 대표적 반일 인사이자 해방 후에도 승려로 활동하였다.
- 그의 아들 한보국은 일제강점기의 사회주의자이자 해방 후에는 남로당 당원으로 활동하다가 월북하였다. 1980년대까지 그에게는 아들이 한 사람 있었다는 것 이외에는 아들과 본부인 전정숙의 존재는 세간에 알려지지 않았다.

## 같이 보기
| - 님의 침묵 - 3·1 운동 - 민족대표 33인 - 민족대표 49인 - 동학 농민 운동 - 만해 기념관 - 신민회 - 만해한용운심우장 - 이종욱 - 만공 - 춘성 - 이종욱 - 김법린 - 최남선 - 백용성 - 박한영 - 전봉준 - 서인주 | - 대처승 - 조선불교회 - 대한민국 임시정부 - 유심 - 신간회 - 심우장 - 안재홍 - 조만식 - 방응모 - 김구 - 김성수 - 김일엽 - 송진우 - 윤치호 - 정인보 - 홍명희 - 이광수 - 윤치소 | - 원효 - 김좌진 - 김두한 - 조선일보 - 동아일보 - 백담사 - 김규식 - 신간회 - 박헌영 - 전두환 - 한보국 - 독립유공자로 대한민국장을 수여받은 사람 |

## 만해 한용운을 연기한 배우들
- 이문환 - 1986년, 《님의 침묵》 (KBS 드라마)
- 유형관 - 2002년, 《야인시대》 (SBS 드라마)

## 참고 문헌
- 김광식, 《한용운 연구》 (동국대학교출판부, 2011)
- 윤재근, 《님의 침묵 연구》 (민족문학사, 1985)
- 김재홍, 《한용운문학연구 1》 (일지사, 1982)
- 송욱, 《님의 침묵:전편해설》 (과학사, 1973)
- 박노준·인권환, 《한용운 연구》 (통문관, 1960)
- 이 문서에는 다음커뮤니케이션(현 카카오)에서 GFDL 또는 CC-SA 라이선스로 배포한 글로벌 세계대백과사전의 내용을 기초로 작성된 글이 포함되어 있습니다.